# Slättäng, Sandhem

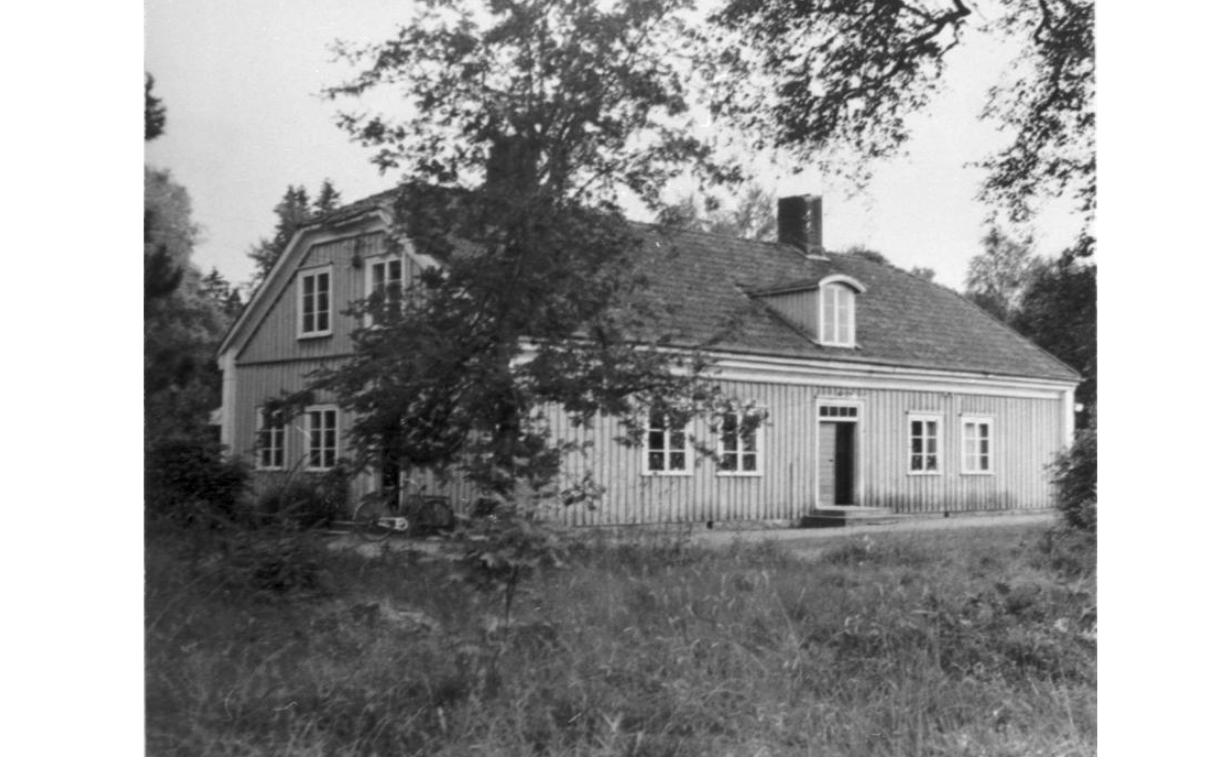
tingshuset i Slättäng

Slättäng är en plats i norra Sandhems socken i Mullsjö kommun i Västergötland, sedan 1998 i Jönköpings län. Platsen ligger vid ett vägskäl där riksväg 47 och förra riksväg 48, numera del av riksväg 26, möts.
Orten var till 1913 tingsplatsen för Slättängs tingslag i Vartofta härad där det även funnits en gästgivaregård. 